# Cdc25
En biologia cel·lular i molecular, Cdc25 és un enzim que participa en la regulació i coordinació del cicle de divisió cel·lular. És una fosfatasa que participa en l'activació del complex CDK1/CycB, també conegut com a MPF (Maturation Promoting Factor). Aquesta activació és necessària perquè la cèl·lula entri en la fase de mitosi des de la fase G2.
Cdc25 actua eliminant residus fosforilats de treonina i tirosina, la qual cosa és requerit per l'activació de MPF. S'activa per fosforilació mediada per CAK (CDK-activating kinase) i/o MPF.
La sobreexpressió d'aquest enzim comporta un desequilibri en la regulació de la proliferació cel·lular, de manera que el Cdc25 és considerat un proto-oncogèn.